# San Telmo (palats i Sevilla)

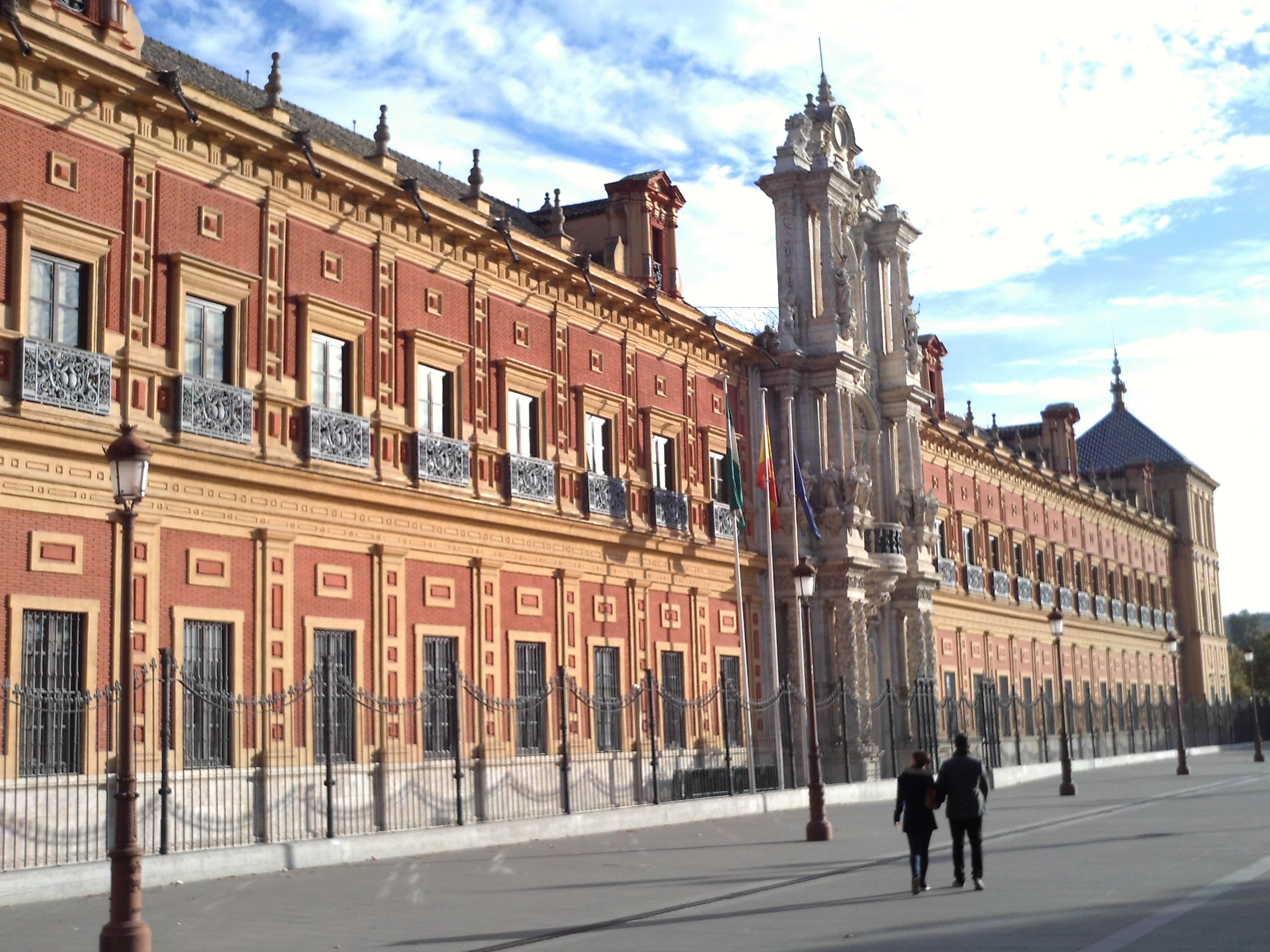
San Telmo.

Palatset San Telmo (spanska: Palacio de San Telmo) är en historisk byggnad i Sevilla. Byggnationen påbörjades 1682 och var först tänkt som huvudlokal för en skola (Universidad de Mareantes). Numera är huset säte för Andalusiens president. 